# آلة الطقس
آلة الطقس هي منحوتة برونزية تنتمي إلى الفن الحركي وآلة عمودية تعمل كمنارة للطقس، تعرض التنبؤ بالطقس كل يوم في وقت الظهر. تم تصميمها وبناؤها بواسطة مجموعة أومين للتصميم، يبلغ طول المنحوتة حوالي 9 أمتار. تم تركيب النحت في عام 1988 في زاوية من ساحة محكمة بايونير في بورتلاند ، أوريغون ، الولايات المتحدة. حضر ألفي شخص حفل تنصيبها، والذي تم بثه على الهواء مباشرة من الساحة من قبل مذيع برنامج الطقس اليوم ويلارد سكوت . تكلفت الآلة 60 ألف دولار.
خلال روتينها اليومي الذي يبلغ دقيقتين، والذي يتضمن ضجيج البوق والضباب والأضواء الساطعة، تعرض الآلة أحد الرموز المعدنية الثلاثة كتنبؤ بالطقس خلال فترة ال24 ساعة التالية: الشمس للطقس الصافي والمشمس، مالك الحزين الأزرق للرذاذ والطقس الانتقالي، أو تنين مع ضباب للطقس الممطر أو العاصف.
يشتمل التمثال على مجرفين من البرونز يعملان كمقياسللرياح ويعرض درجة الحرارة عبر أضواء ملونة على طول ساقه.
يتم عرض مؤشر جودة الهواء أيضًا بواسطة نظام إضاءة أسفل الكرة الأرضية المصنوعة من الفولاذ المقاوم للصدأ .
يتم إجراء تنبؤات الطقس بناءً على المعلومات التي يحصل عليها موظفو الطقس والبيئة.
تعتبر آلة الطقس من المعالم السياحية. كما قد تم مقارنتها بصولجان عملاق.

## روابط خارجية
- آلة الطقس (نحت). ، معهد سميثسونيان
- خريطة الملاعب (PDF) ، ساحة محكمة بايونير
- صورة تظهر رمز "هيليا" ، أمريكيون للفنون (PDF ، ص.   7)
- الصيف في الساحة (PDF) ، ساحة محكمة بايونير (2009)